# Alphonse Lemoine
Alphonse Lemoine (19 de noviembre de 1933-6 de febrero de 2024) fue un deportista francés que compitió en judo. Ganó tres medallas en el Campeonato Europeo de Judo entre los años 1960 y 1965.

## Palmarés internacional
| Campeonato Europeo | Campeonato Europeo       | Campeonato Europeo | Campeonato Europeo |
| Año                | Lugar                    | Medalla            | Categoría          |
| ------------------ | ------------------------ | ------------------ | ------------------ |
| 1960               | Ámsterdam (Países Bajos) | Medalla de plata   | 2.º dan            |
| 1964               | Berlín Oriental (RDA)    | Medalla de bronce  | Abierta (A)        |
| 1965               | Madrid (España)          | Medalla de bronce  | +93 kg             |